# Myzomela pammelaena
Papa-mel-de-ébano ou suga-mel-preto-das-bismarck (Myzomela pammelaena) é uma espécie de ave da família Meliphagidae.
É endémica da Papua-Nova Guiné.
Os seus habitats naturais são: florestas subtropicais ou tropicais húmidas de baixa altitude.